# Anne Seymour Damer
Anne Seymour Damer, nata Conway (Sevenoaks, 26 ottobre 1748 – Londra, 28 maggio 1828), è stata una scultrice inglese.
Descritta come un "genio femminile" da Horace Walpole, si formò nella scultura grazie a Giuseppe Ceracchi e John Bacon. Influenzata dal movimento illuminista, Damer fu un'autrice, una viaggiatrice, una produttrice teatrale e un'attrice, oltre a essere una scultrice di fama.
Espose regolarmente le sue opere all'accademia reale dal 1784 al 1818 ed era un'amica intima di alcuni membri dell'alta società georgiana, come Horace Walpole e il politico Charles James Fox. Si ritiene che Damer fosse una lesbica e che abbia avuto una relazione con l'attrice Elizabeth Farren.

## Biografia
Anne Seymour Conway nacque a Sevenoaks in una famiglia aristocratica di whig. Era l'unica figlia del feldemaresciallo Henry Seymour Conway (1721–1795) e di sua moglie Caroline Bruce, nata Campbell, madama Ailesbury (1721–1803). Suo padre era un nipote di Robert Walpole, il primo primo ministro britannico. Il figlio di Walpole, Horace Walpole, era suo nonno, e Anne passò gran parte della sua infanzia nella sua casa a Strawberry Hill. Sua madre era la figlia del duca di Argyll. Ella crebbe nella casa di famiglia a Park Place, nel Berkshire. Venne educata molto e istruita a casa. Quando aveva diciassette anni, venne introdotta nella società.

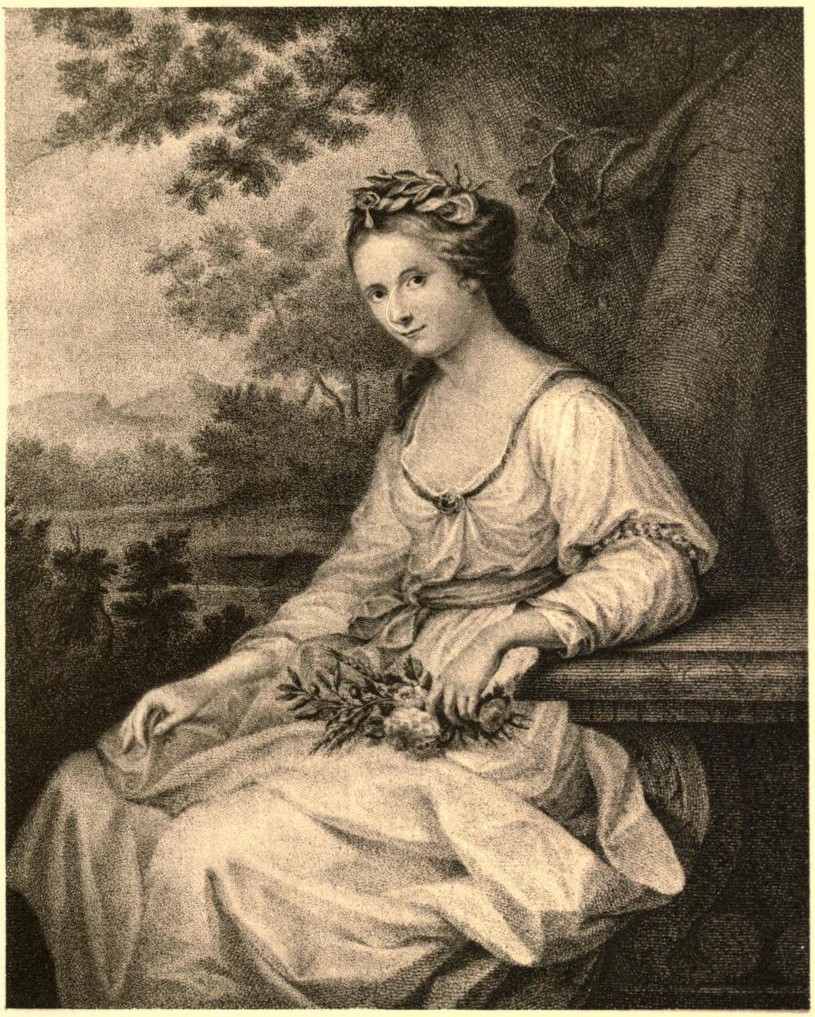
Un'incisione dell'opera di Angelica Kauffmann che ritrae Anne Seymour Damer come la dea Cerere.

Nel 1766, all'età di diciassette anni, Angelica Kauffmann realizzò uno schizzo di Conway nei panni della dea Cerere, oggi conservato alla università St Mary di Twickenham. Nel 1800, un artista sconosciuto (forse Kauffmann) completò un dipinto con la stessa composizione dello schizzo. Il quadro precedette l'ingresso di Conway nella società e nel mondo matrimoniale.
Nel 1767 ella sposò John Damer, il figlio del lord Milton, poi primo Earl di Dorchester. La coppia ricevette una rendita di 5000 sterline da Lord Milton, e gli vennero lasciate delle grandi fortune da Milton e Henry Conway. Damer veniva descritto come un povero uomo d'affari che aveva un gusto per i vestiti costosi. Il matrimonio non ebbe successo: la coppia non ebbe figli e si separò dopo sette anni.

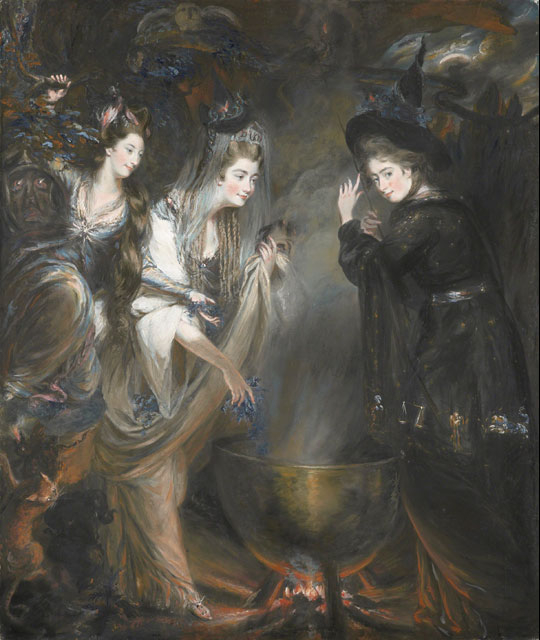
Anne Damer con la duchessa del Devonshire e Lady Melbourne nel quadro Le tre streghe del Macbeth di Shakespeare di Daniel Gardner (1775)

In 1775, Anne apparve in un dipinto intitolato Le tre streghe del Macbeth, di Daniel Gardner (1750 circa – 1805), che si trova nella galleria nazionale dei ritratti di Londra. L'opera la mostra assieme a delle altre donne dell'alta società: Elizabeth Lamb, viscontessa di Melbourne e Georgiana, duchessa del Devonshire.
Il marito di Damer si suicidò nel 1776, lasciando dei debiti notevoli. Essendo una vedova, Damer beneficiò di un accordo prenuziale in base al quale suo suocero era obbligato a pagarle 2500 sterline all'anno. Questo denaro le permise di essere indipendente a livello economico e di continuare con la sua carriera artistica, pur mantenendo una vita sociale a tempo pieno, su un piano più intellettuale rispetto ai suoi anni precedenti da sposata.
Damer visitò spesso il continente europeo. Nel 1779, aveva assistito dal ponte a uno scontro a fuoco durato quattro ore tra un corsaro francese e la nave postale che attraversava la Manica sulla quale stava viaggiando. Nel corso di un viaggio venne catturata da un corsaro, ma venne liberata illesa a Jersey. Nel 1790-1791 viaggiò da sola in Portogallo e in Spagna e tornò attraversando la Francia rivoluzionaria. Fece visita a sir Horace Mann a Firenze e a sir William Hamilton a Napoli, dove venne presentata a Lord Nelson.
Nel 1801 pubblicò un romanzo, Belmour, un libro che aveva scritto a Lisbona. Ebbe tre edizioni e venne tradotto in francese. Nel 1802, quando entrò in vigore il trattato di Amiens, ella visitò Parigi con l'autrice Mary Berry e gli venne accordata un'udienza con Napoleone.
Sapendo parlare bene il francese, Damer divenne amica di Giuseppina Bonaparte. Si scambiavano lettere sul giardinaggio e sulle piante, soprattutto riguardo al giardino di Giuseppina a Malmaison. Anne ne discusse anche con sir Joseph Banks, uno dei fondatori della società reale per l'orticultura (Royal Horticultural Society). Un busto che ella realizzò per Banks si trova al British Museum. Nel 1815, viaggiò all'isola d'Elba, dove Napoleone era stato esiliato, nonostante la guerra in corso tra la Francia e la Gran Bretagna. L'imperatore le regalò una scatola per il tabacco da fiuto con il suo ritratto, che si conserva nel British Museum.
Quando Horace Walpole morì nel 1797, egli lasciò a Damer una rendita vitalizia a Strawberry Hill. Ella si occupò di registrare i beni di Strawberry Hill per la famiglia Berry, che si era trasferita in una proprietà adiacente. Anne usò Strawberry Hill come sua casa di campagna fino al 1811, e la mantenne assieme alla sua casa nel centro di Londra a Upper Brook Street. Nel 1818, tornò a Twickenham e acquistò la casa York.
Dal 1818, Anne Damer visse alla casa York di Twickenham. Continuò a scolpire fino alla fine della sua vita. Morì all'età di 79 anni nel 1828, nella sua casa londinese, al numero 27 di Upper Brook Street, Grosvenor Square. Venne sepolta nella chiesa di Sundridge, nel Kent. Secondo Richard Webb, ordinò nel suo testamento che la sua corrispondenza venisse distrutta e che fosse sepolta con le ossa del suo cane e i suoi utensili per la scultura.

## Opere

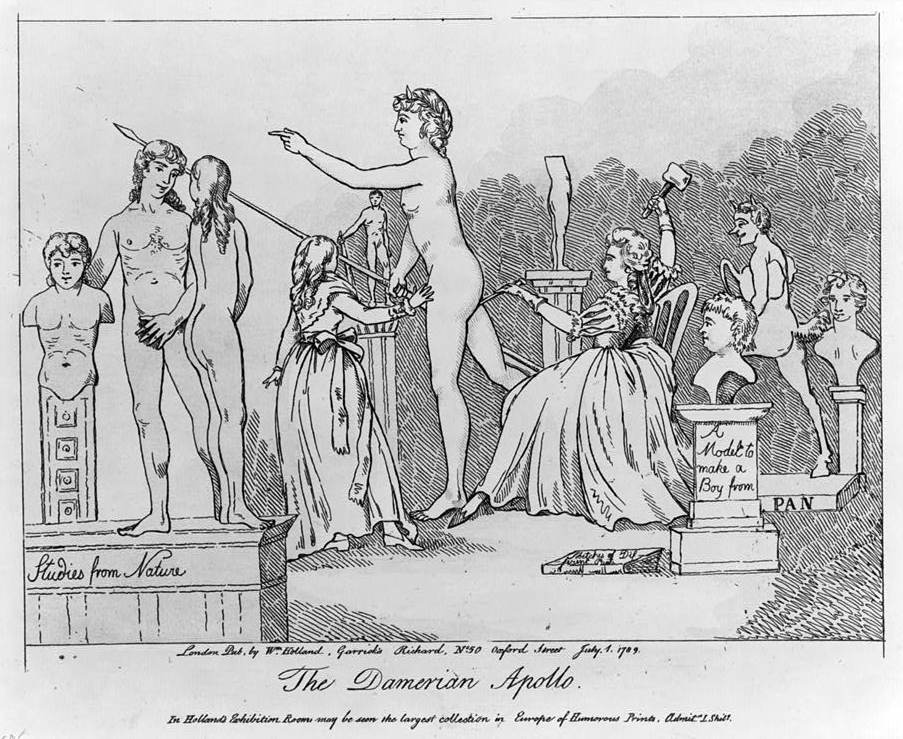
L'Apollo dameriano, una caricatura del 1798 che mostra Anne Damer mentre scolpisce una statua di Apollo.

Lo sviluppo dell'interesse di Anne Seymour Damer nei confronti della scultura è attribuito a David Hume (che lavorò come sottosegretario quando suo padre era il segretario di Stato, dal 1766 al 1768) e all'incoraggiamento di Horace Walpole, che fu il suo tutore durante i viaggi frequenti dei suoi genitori all'estero. Secondo Walpole, la sua formazione comprendeva delle lezioni sulla modellazione di Giuseppe Ceracchi, sulla scultura in marmo di John Bacon, e sull'anatomia di William Cumberland Cruikshank.
Nel periodo tra il 1784 e il 1818, Damer espose trentadue opere come espositrice onoraria all'accademia reale. Le sue opere, per lo più dei busti in stile neoclassico, si sono sviluppate dalle prime statue di cera a quelle tecnicamente complesse in terracotta, bronzo e marmo. I suoi soggetti, in buona parte ripresi dagli amici e i colleghi nei circoli whig, includevano Lady Melbourne, Nelson, Joseph Banks, Giorgio III, Mary Berry, Charles James Fox e sé stessa. Realizzò i ritratti di vari attori, come i busti delle sue amiche Sarah Siddons ed Elizabeth Farren (come le Muse Melpomene e Talia).
Realizzò delle sculture di Iside e del Tamigi come chiavi di volta per ogni lato dell'arco centrale del ponte di Henley-on-Thames. I modelli originali si trovano nella galleria Henley del vicino museo del fiume e del canottaggio. Un'altra opera architettonica importante era la sua statua di Apollo alta dieci piedi, oggi distrutta, per la facciata del teatro Drury Lane. Creò anche due bassorilievi per la galleria Boydell Shakespeare con delle scene tratte dal Coriolano e da Antonio e Cleopatra.

## Vita personale
Tra gli amici di Damer c'erano molti whig e aristocratici influenti. Il suo tutore e amico Horace Walpole era una figura eloquente che contribuì a promuovere la sua carriera e che alla sua morte le lasciò la sua villa londinese, Strawberry Hill. Ella si mosse anche tra i circoli letterari e teatrali, dove i suoi amici la presentarono alla poetessa e drammaturgica Joanna Baillie, all'autrice Mary Berry e alle attrici Sarah Siddons ed Elizabeth Farren. Partecipava spesso alle masque al Pantheon e a degli spettacoli teatrali amatoriali alla residenza londinese del duca di Richmond, che era sposato con la sua sorellastra.
Diverse fonti riferiscono che Damer avesse delle relazioni lesbiche, in particolare relative alla sua amicizia intima con Mary Berry, alla quale era stata presentata da Walpole nel 1789, e con la quale visse insieme nei suoi ultimi anni. Anche durante il suo matrimonio, la sua predilezione per i vestiti maschili e le amicizie dimostrative con altre donne vennero notate pubblicamente e satirizzate da commentatori ostili come Hester Thrale e nel panflè anonimo A Sapphick Epistle from Jack Cavendish to the Honourable and most Beautiful, Mrs D— (1770 circa).
Una storia d'amore tra Damer ed Elizabeth Farren, che fu menzionata da Thrale, costituisce il fulcro della trama del romanzo del 2004 Life Mask, di Emma Donoghue.

## Galleria d'immagini

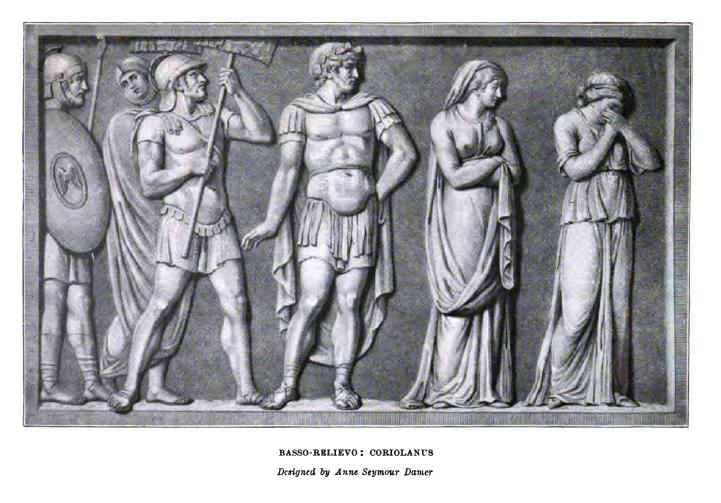
Un'incisione del Coriolano, uno dei bassorilievi creati nel 1789 circa per la galleria Boydell Shakespeare.
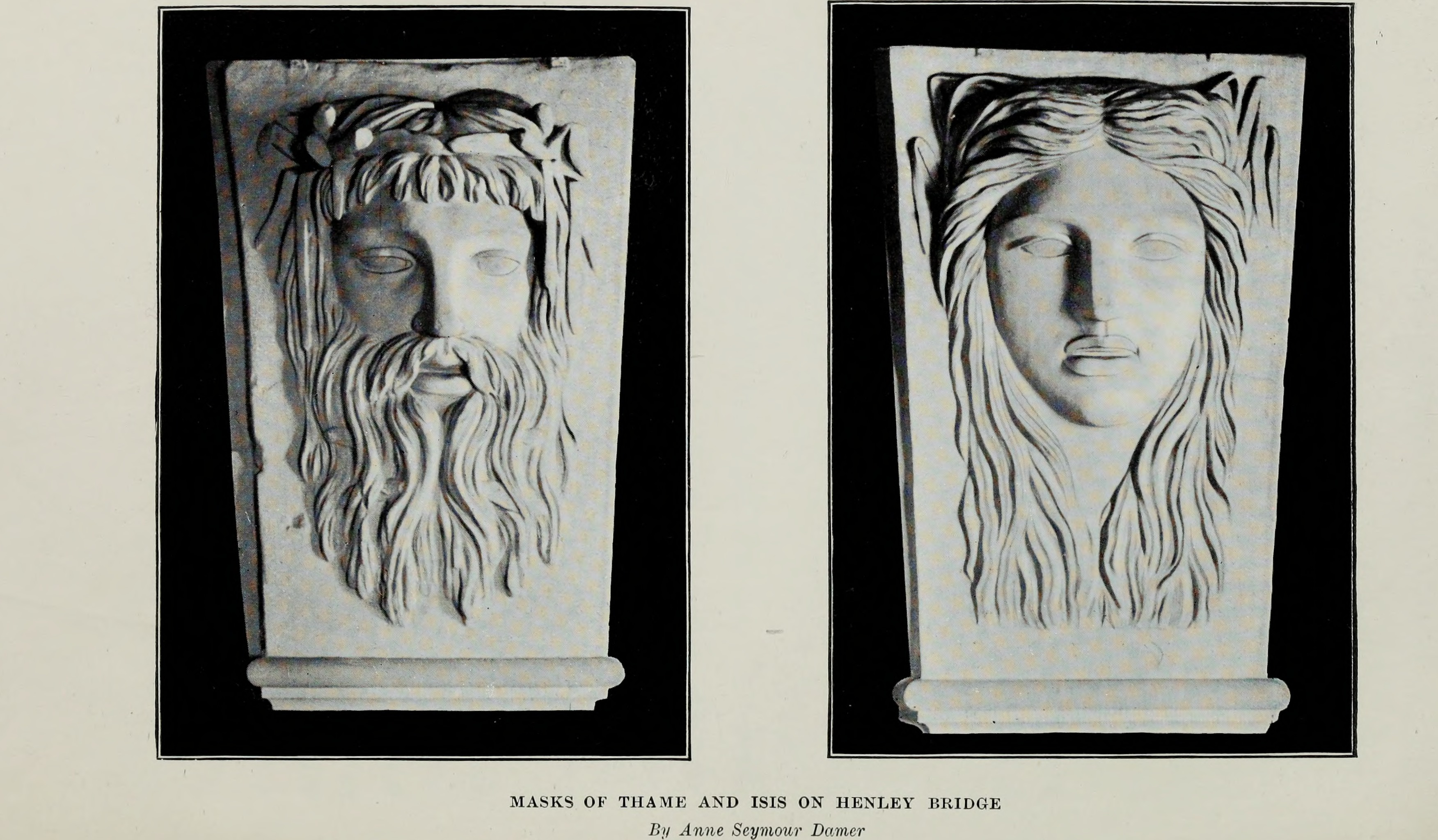
Iside e il Tamigi, le chiavi di volta per il ponte di Henley-on-Thames.
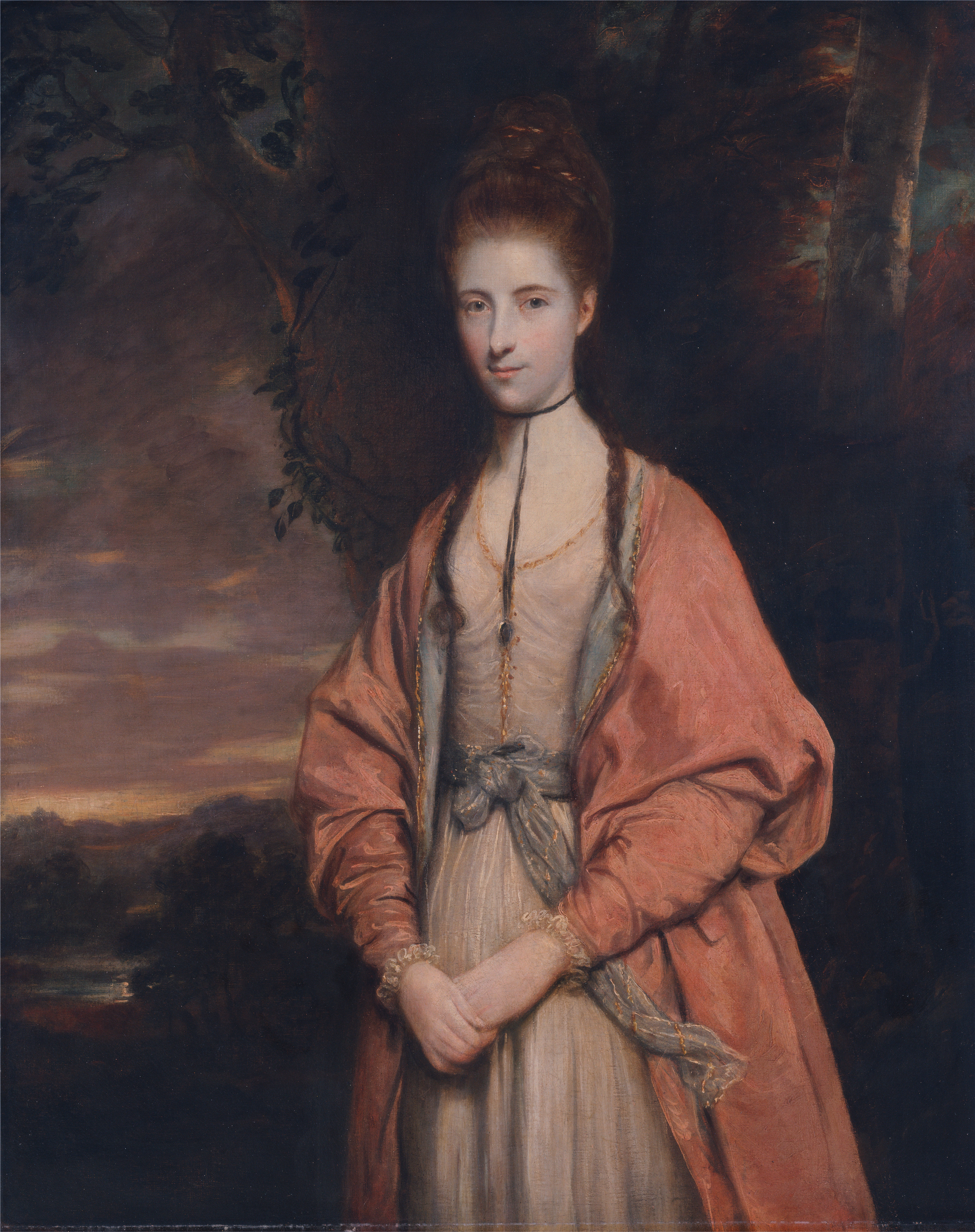
Anne Seymour Damer ritratta da Joshua Reynolds.
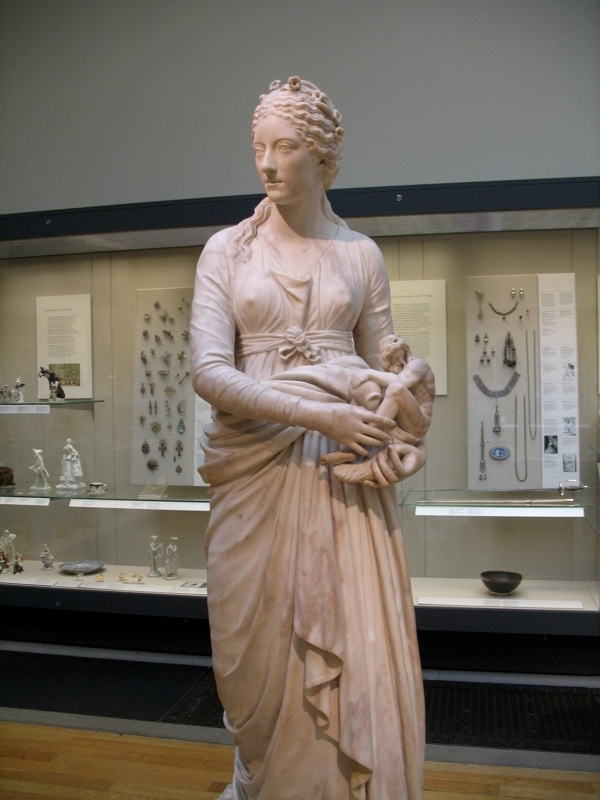
Una statua di Anne Seymour Damer realizzata da Giuseppe Ceracchi.